# Tom Danielson

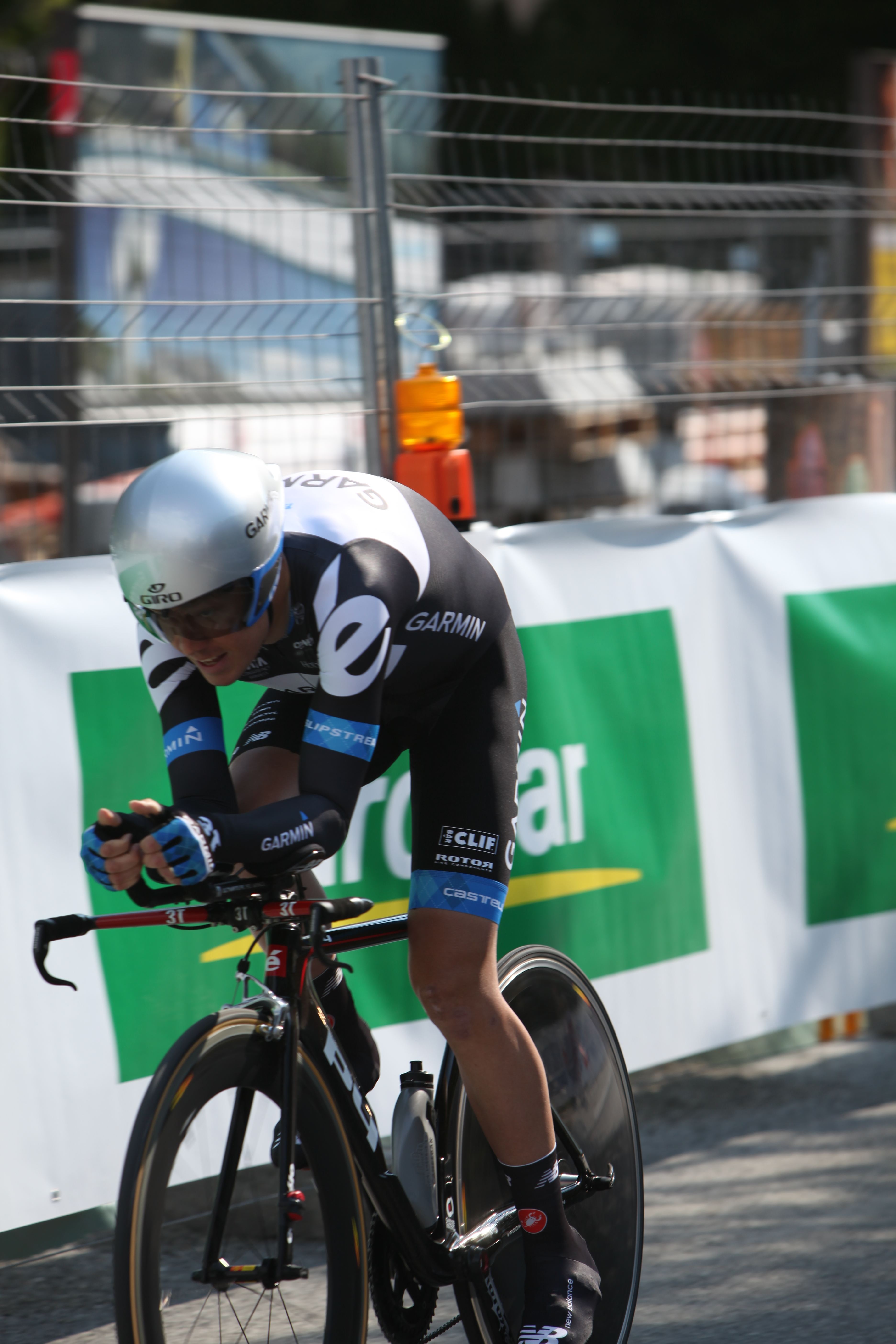
Tom Danielson under 2011 års Romandiet runt.

Thomas Danielson, född 13 mars 1978 i East Lyme, Connecticut, är en amerikansk professionell tävlingscyklist. Han tävlar för det amerikanska stallet Garmin-Sharp sedan 2008. 

## Karriär
Danielson började tävla på mountainbike när han var 16 år. Han vann bland annat NCS-serierna där han representerade USA som 18-åring. När han började blicka ögonen mot landsvägscyklingen bestämde sig det amerikanska Mercury-stallet för att kontraktera honom, vilket de också gjorde. Han vann bland annat Mount Washington Hillclimb där han slog Tyler Hamiltons banrekord. 
För att upptäcka nya saker och tävla i andra länder valde Danielson att tävla för det numera nerlagda italienska stallet Fassa Bortolo under säsongen 2004, men missade stora delar av vårsäsongen på grund av visumproblem. I USA vann han Mount Washington Hillclimb för andra gången i karriären och slog banrekord även den gången. Säsongen därpå kontrakterades han av Discovery Channel Pro Cycling Team. Med dem vann Danielson bland annat Tour of Georgia 2005 och etapp 17 av Vuelta a Espana under säsongen 2006. 2006 vann han också Hervis Tour.
Under Tour of California 2009 slutade amerikanen på sjunde plats på etapp 2. Danielson och hans Garmin-Slipstream slutade på andra plats på etapp 1 av Giro d’Italia 2009 bakom Team Columbia. Danielson vann den amerikanska tävlingen Bob Cook Memorial-Mount Evans i juli 2009. Det dröjde till augusti 2009 innan amerikanen tog en nya seger i Europa, då han vann etapp 4 av Vuelta a Burgos. I slutställningen på tävlingen slutade han trea bakom Alejandro Valverde och Xavier Tondo. Under etapp 7, ett tempolopp, av Vuelta a España 2009 slutade Danielson på sjunde plats bakom Fabian Cancellara, David Millar, Bert Grabsch, David Herrero, Vasil Kiryenka och Samuel Sanchez.

## Stall
- Mercury Cycling Team 2002
- Saturn Cycling Team 2003
- Fassa Bortolo 2004
- Discovery Channel Pro Cycling Team 2005–2007
- Garmin-Sharp 2008–